# Йошаница (Черна гора)
Йошаница (на сръбски: Јошаница) е село в Черна гора, част от Община Андриевица. Населението на селото според преброяването от 2011 г. е 97 души, предимно етнически сърби.

## Население
- 1948 – 435 жители
- 1953 – 513 жители
- 1961 – 506 жители
- 1971 – 433 жители
- 1981 – 333 жители
- 1991 – 219 жители
- 2003 – 162 жители

### Етнически състав
(2003)
- 122 (75,30 %) – сърби
- 39 (24,07 %) – черногорци